# Villiers-le-Sec (Haute-Marne)
Villiers-le-Sec is een gemeente in het Franse departement Haute-Marne (regio Grand Est) en telt 531 inwoners (2004). De plaats maakt deel uit van het arrondissement Chaumont.

## Geografie
De oppervlakte van Villiers-le-Sec bedraagt 15,9 km², de bevolkingsdichtheid is 33,4 inwoners per km².
De onderstaande kaart toont de ligging van Villiers-le-Sec (Haute-Marne) met de belangrijkste infrastructuur en aangrenzende gemeenten.

## Demografie
Onderstaande figuur toont het verloop van het inwonertal (bron: INSEE-tellingen).